# Tabou
Tabou är en ort i Elfenbenskusten. Den ligger i distriktet Bas-Sassandra, vid kusten mot Guineabukten i den sydvästra delen av landet, 400 km sydväst om huvudstaden Yamoussoukro. Folkmängden uppgick till cirka 23 000 invånare vid folkräkningen 2014. Vid orten ligger Tabou flygplats.